# Tapeinidium
Tapeinidium, rod papratnica iz porodice Lindsaeaceae, dio je reda osladolike. Raširena po Aziji i zapadnom Pacifiku, uključujući južnu Indiju, Ryukyu, Samou. Postoji 19 priznath vrsta

## Vrste
1. Tapeinidium acuminatum K. U. Kramer
2. Tapeinidium atratum K. U. Kramer
3. Tapeinidium biserratum (Blume) Alderw.
4. Tapeinidium buniifolium K. U. Kramer
5. Tapeinidium calomelanos K. U. Kramer
6. Tapeinidium carolinense K. U. Kramer
7. Tapeinidium denhamii (Hook.) C. Chr.
8. Tapeinidium gracile (Blume) Alderw.
9. Tapeinidium longipinnulum (Ces.) C. Chr.
10. Tapeinidium luzonicum (Hook.) K. U. Kramer
11. Tapeinidium melanesicum K. U. Kramer
12. Tapeinidium moluccanum (Blume) C. Chr.
13. Tapeinidium moorei (Hook.) Hieron.
14. Tapeinidium novoguineense K. U. Kramer
15. Tapeinidium obtusatum Alderw.
16. Tapeinidium oligophlebium (Baker) C. Chr.
17. Tapeinidium pinnatum (Cav.) C. Chr.
18. Tapeinidium prionoides K. U. Kramer
19. Tapeinidium stenocarpum Alderw.